# Vnanje Gorice
Vnanje Gorice (Duits: Oberpuchel) is een plaats in Slovenië en maakt deel uit van de gemeente Brezovica in de NUTS-3-regio Osrednjeslovenska. De plaats telde 2.605 inwoners op 1 januari 2020.

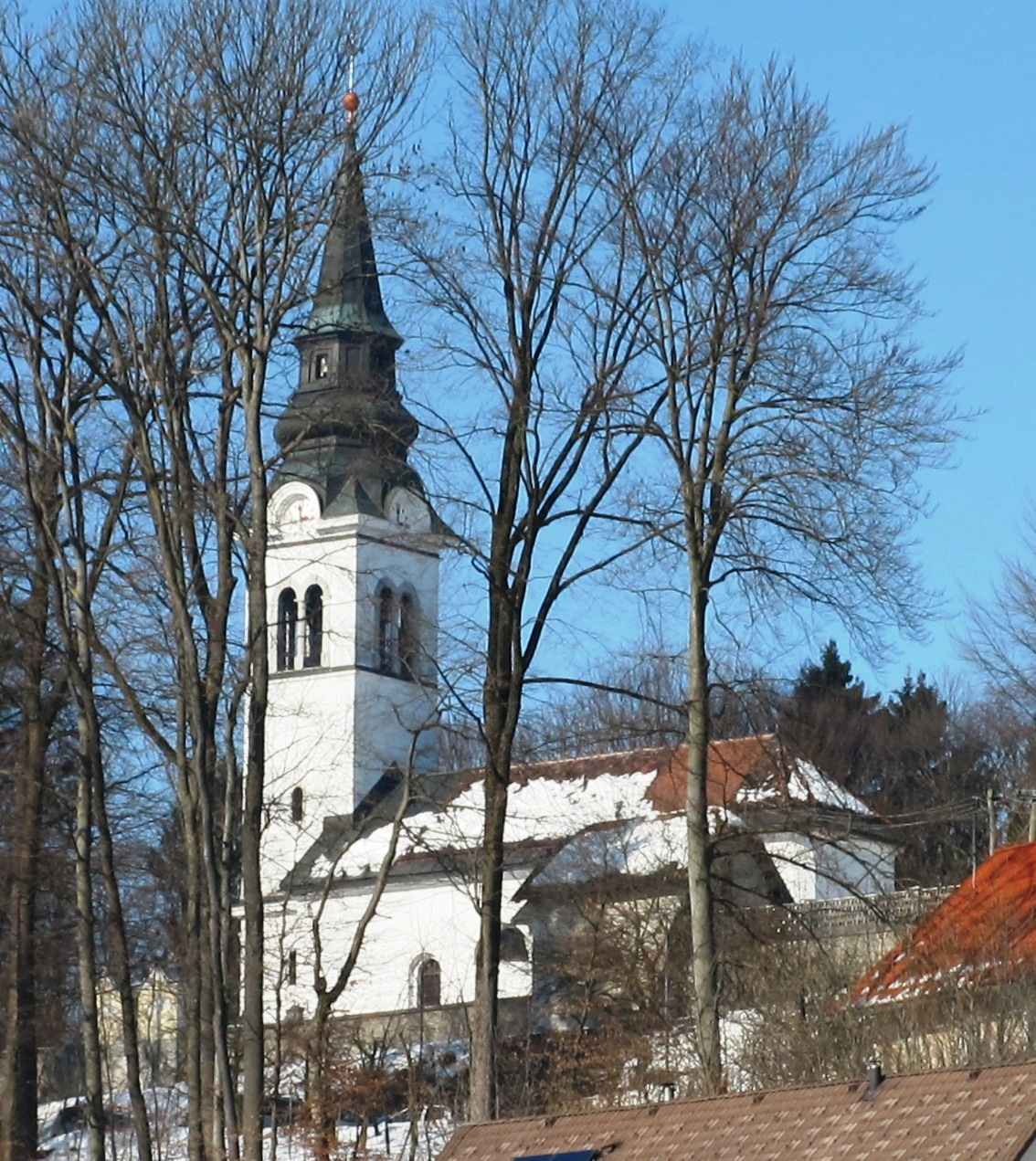
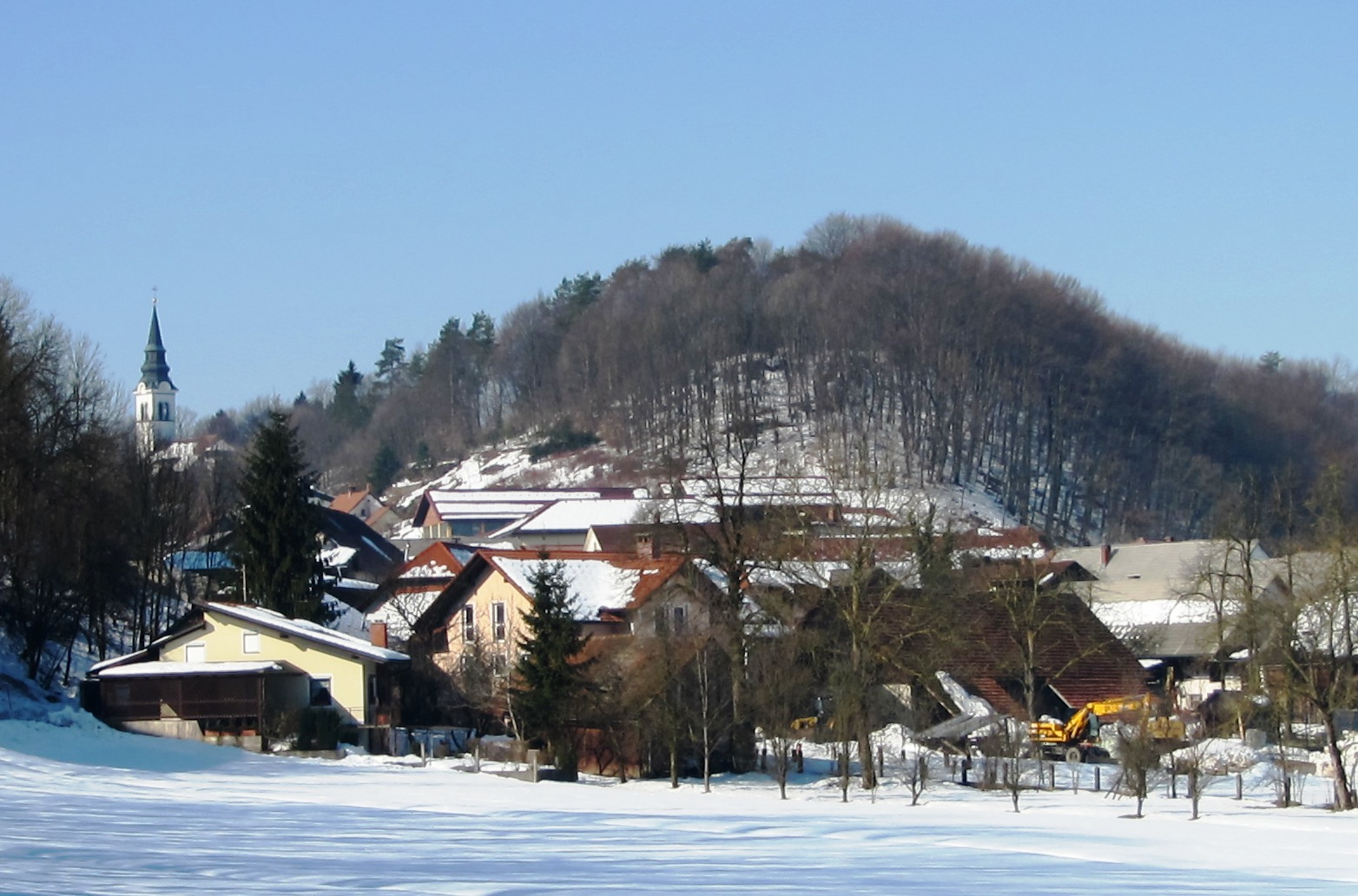